# شكر بن منصور العيوني
شكر بن منصور العيوني أميرٌ عيونِيّ حكم الدولة العيونية ما بين (580 - 599 هـ)، استطاع توحيد البلاد مُتّخذًا الأحساء عاصمةً للبلاد،

### فِهرِس المراجع
1. ↑  المديرس (2002)، ص. 124.

### بَيانات المراجع
الكُتُب مُرتَّبة حَسب تاريخ النَّشر
- عبد الرحمن بن مديرس المديرس (2002). الدولة العُيُونيَّة في البَحْرَيْن: 469-636هـ/1076-1238م. الرياض: دارة الملك عبد العزيز. ISBN:9960-693-81-3. LCCN:2003346798. OCLC:52358413. OL:20126399M. QID:Q118072568.